# O.F. Mossberg & Sons

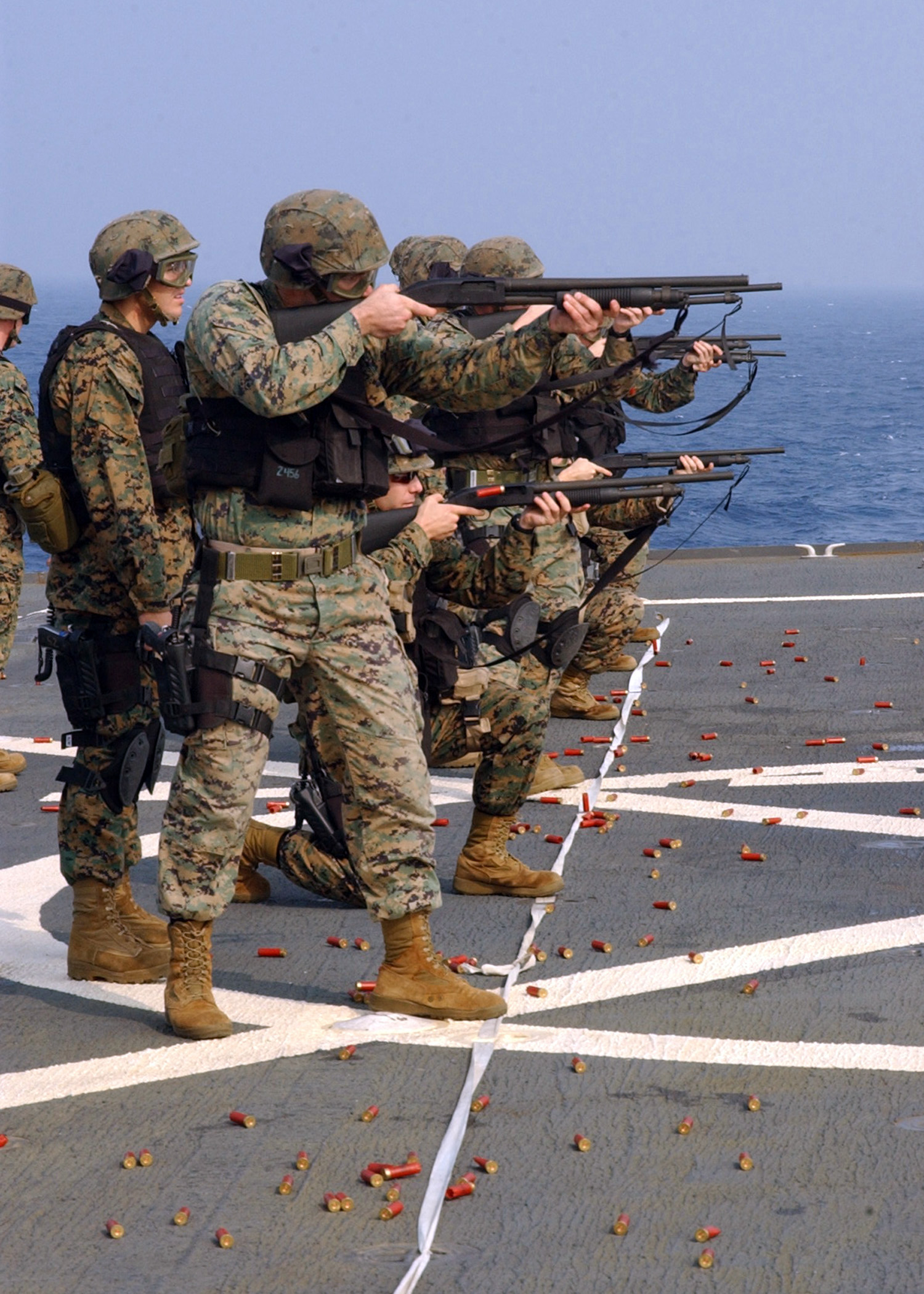
Amerikanska soldater med M590.

O.F. Mossberg Sons är en amerikansk vapentillverkare som specialiserar sig på hagelgevär, kikarsikten och vapentillbehör. Från 1940-talet och fram till 1960-talet producerade företaget också en serie med .22 kalibers sportskyttegevär. Oscar F. Mossberg föddes den 1 september 1867, Sverige, Blomskog i Värmland. År 1886 emigrerade han till USA och slog sig ner i Massachusetts. Tillsammans med sina två söner Iver och Harold grundade Oscar F. Mossberg vapenföretaget O.F. Mossberg & Sons 1919.